# Nekrolog 1770
Nekrolog
◄◄
| ◄
| 1766
| 1767
| 1768
| 1769
| 1770 | 1771 | 1772 | 1773 | 1774 | ► | ►►
Weitere Ereignisse | Allgemeiner Nekrolog 1770
Die Beschreibung der verstorbenen Person sollte so kurz wie möglich gehalten sein und nur deren signifikante Tätigkeit(en) enthalten.
Neue Namen ggf. auch unter dem Geburts- und Sterbedatum, also etwa unter 1. Januar und im Geburts- und Sterbejahr (2024) eintragen (nur bei entsprechender großer Wichtigkeit). Für Beispiele siehe die schon vorhandenen Artikel.
Außerdem über die fünf zuletzt Verstorbenen, zu denen es einen ausreichend guten Artikel für eine Präsentation auf der Hauptseite gibt, nach der todesbedingten Überarbeitung der Artikel ggf. auch unter Wikipedia Diskussion:Hauptseite informieren und sie am besten auch in den anderen Wikipedia-Sprachversionen eintragen. Tipp: Regelmäßig bei news.google.de nach „ist tot“, „gestorben“ oder „verstorben“ suchen.
Wenn eine Person gestorben ist, gibt es viele Seiten zu dieser Person in der Wikipedia, die davon auch betroffen sind und entsprechend aktualisiert werden müssen. Beispiele: Namenübersichtsseite, Geburtsjahr, Geburtsort-Seiten und viele mehr.
Wie finde ich die betroffenen Seiten?
Im Suchfeld auf der linken Seite gibt man den Suchbegriff so ein: „Vorname Nachname“. Dann klickt man auf Volltext und alle Seiten mit entsprechendem Suchtext werden aufgerufen. Hier sieht man dann schnell, wo auch das Todesjahr Sinn macht oder sogar ein Teil des Artikels angepasst werden muss. Auch hilft das „Werkzeug“ auf der linken Seite sehr gut, um solche Seiten aufzufinden: „Links auf diese Seite“. Somit ist die Wikipedia wieder aktuell in allen Bereichen! Hinweis: bei Eintragung der Kategorie „Gestorben JAHR“ wird der Missbrauchsfilter 49 ausgelöst, was jedoch nicht schlimm ist. Siehe: Spezial:Missbrauchsfilter/49
Dies ist eine Liste von im Jahr 1770 verstorbenen bekannten Persönlichkeiten. Die Einträge erfolgen innerhalb der einzelnen Daten alphabetisch sortiert. Tiere sind im Nekrolog für Tiere zu finden.

## Januar
| Tag        | Name                                    | Beruf, bekannt als                                                     | Alter | Beleg |
| ---------- | --------------------------------------- | ---------------------------------------------------------------------- | ----- | ----- |
| 2. Januar  | Joseph Anton Feuchtmayer                | Stuckateur und Bildhauer des Rokoko                                    |       |       |
| 7. Januar  | Carl Gustaf Tessin                      | schwedischer Politiker und Reichsrat sowie Präsident der Staatskanzlei | 74    |       |
| 16. Januar | Johann Zacharias Hilliger               | deutscher lutherischer Theologe                                        | 77    |       |
| 20. Januar | Georg Friedrich Einicke                 | deutscher Kantor und Komponist                                         | 59    |       |
| 23. Januar | Maria Theresia Elisabeth von Österreich | Tochter Joseph II. und der Isabella von Bourbon-Parma                  | 7     |       |
| 27. Januar | Johann Karl Philipp Graf Cobenzl        | österreichischer Staatsmann                                            | 57    |       |
| Januar     | Wolfgang Albrecht von Hohendorf         | preußischer Oberst                                                     |       |       |
| Januar     | David Morier                            | Schweizer Maler                                                        |       |       |

## Februar
| Tag         | Name                               | Beruf, bekannt als                                                          | Alter | Beleg |
| ----------- | ---------------------------------- | --------------------------------------------------------------------------- | ----- | ----- |
| 4. Februar  | Nikolaus Leopold zu Salm-Salm      | 1. Fürst im Fürstentum Salm-Salm (1751–1770)                                | 69    |       |
| 6. Februar  | Franz Kaspar von Franken-Siersdorf | deutscher römisch-katholischer Geistlicher, Weihbischof in Köln             | 86    |       |
| 6. Februar  | Giovanni Lami                      | Rechtsgelehrter und Bibliothekar                                            | 72    |       |
| 6. Februar  | Anton Litta                        | kaiserlicher General, Ritter des Goldenen Vlies und 5. Marchese von Gambolò | 69    |       |
| 12. Februar | August Gottlieb Ludwig Hering      | deutscher Jurist, Dichter evangelischer geistlicher Lieder                  | 33    |       |
| 15. Februar | Wolf Heinrich Ernst von Natzmer    | sachsen-weißenfelsischer Amtshauptmann und Rittergutsbesitzer               | 71    |       |
| 16. Februar | Ludwig Friedrich Hudemann          | deutscher Dichter                                                           | 66    |       |
| 19. Februar | Herluf Børgesen Trolle             | königlich-dänischer Oberst, Kammerherr                                      |       |       |
| 26. Februar | Giuseppe Tartini                   | italienischer Violinvirtuose und Komponist                                  | 77    |       |

## März
| Tag      | Name                          | Beruf, bekannt als                                                                    | Alter | Beleg |
| -------- | ----------------------------- | ------------------------------------------------------------------------------------- | ----- | ----- |
| 1. März  | Karl Friedrich von Kitscher   | preußischer Oberst der Artillerie, Regimentschef und Ritter des Ordens Pour le Mérite |       |       |
| 5. März  | Crispus Attucks               | Erstes Opfer des Massakers von Boston                                                 |       |       |
| 5. März  | Gaetano Chiaveri              | italienischer Baumeister und Architekt                                                |       |       |
| 7. März  | Teresa Margareta Redi         | Unbeschuhte Karmelitin                                                                | 22    |       |
| 11. März | Franz Philipp von Wildenstein | Ritter des Deutschen Ordens                                                           | 73    |       |
| 15. März | Christoph Langhansen          | deutscher Mathematiker und lutherischer Theologe                                      | 78    |       |
| 23. März | Martin van Meytens            | niederländischstämmiger schwedischer Maler am Wiener Hof                              | 74    |       |
| 26. März | Joseph Leonz Andermatt        | Zuger Landvogt und Landammann                                                         | 70    |       |
| 27. März | Johann Franz von Heßler       | böhmischer Stadtschreiber, Grenzzolleinnehmer, Bergwerkseigentümer und Grundbesitzer  | 76    |       |
| 27. März | Giovanni Battista Tiepolo     | venezianischer Künstler des Barock                                                    | 74    |       |

## April
| Tag           | Name                                       | Beruf, bekannt als                                                       | Alter | Beleg |
| ------------- | ------------------------------------------ | ------------------------------------------------------------------------ | ----- | ----- |
| 1. April      | Reinhard von Pelden genannt Cloudt         | preußischer Regierungspräsident                                          |       |       |
| 2. April      | Ernst Christoph von Normann                | österreichischer Generalmajor, Ritter des Militär-Maria-Theresien-Ordens |       |       |
| 5. April      | Jakob Friedrich von Bielfeld               | deutscher Schriftsteller politischer und belletristischer Literatur      | 53    |       |
| 5. April      | Jan Willem Noot                            | preußischer Zollbeseher und Vater von Aletta Haniel                      | 62    |       |
| 7. April      | Christian Gotthelf Scheinpflug             | deutscher Komponist und Kapellmeister                                    | 47    |       |
| 8. April      | Franz Jacob von Melle                      | deutscher Mediziner und Stadtphysicus von Lübeck                         | 74    |       |
| 8. April      | Jean François Marie de Surville            | französischer Marineoffizier, Händler und Forschungsreisender            | 53    |       |
| 9. April      | Johann Christian Wolf                      | deutscher Philologe                                                      |       |       |
| 11. April     | August Wilhelm Reinhart                    | deutscher Pastor                                                         | 73    |       |
| 16. April     | Karl Stephan                               | Propst der Abtei Reichersberg                                            |       |       |
| 20. April     | Franz Christoph von Hutten zum Stolzenberg | Bischof von Speyer und Kardinal                                          | 64    |       |
| 24. April     | Jean-Antoine Nollet                        | französischer Wissenschaftler                                            | 69    |       |
| 27. April     | Thomas Borup                               | dänischer Xylograf                                                       | 44    |       |
| 27. April     | José Solís Folch de Cardona                | Vizekönig von Neugranada                                                 |       |       |
| 27. April     | Honoré-Armand de Villars                   | französischer Adliger, Mitglied der Académie française                   | 67    |       |
| 28. April     | Marie Camargo                              | französische Tänzerin                                                    | 60    |       |
| April         | Pasquale Bini                              | italienischer Violinvirtuose und Komponist                               | 53    |       |
| vor 14. April | António Pereira da Costa                   | portugiesischer Komponist                                                |       |       |

## Mai
| Tag     | Name                                      | Beruf, bekannt als                                                               | Alter | Beleg |
| ------- | ----------------------------------------- | -------------------------------------------------------------------------------- | ----- | ----- |
| 2. Mai  | Giacomo Oddi                              | italienischer Erzbischof und Kardinal                                            | 90    |       |
| 4. Mai  | Christian Gottfried Krause                | deutscher Jurist, Komponist und Musikschriftsteller                              | 51    |       |
| 5. Mai  | Johann Georg Albrecht                     | deutscher Pädagoge                                                               | 75    |       |
| 8. Mai  | Georg Wilhelm Ebell                       | Abt im Kloster Loccum                                                            | 73    |       |
| 8. Mai  | Karl I.                                   | Landgraf von Hessen-Philippsthal                                                 | 87    |       |
| 10. Mai | Charles Avison                            | englischer Komponist                                                             |       |       |
| 15. Mai | Franz Christoph von Hanxleden zu Eickel   | römisch-katholischer Geistlicher und Domherr in Münster und Minden               |       |       |
| 18. Mai | Johann Heinrich Winckler                  | deutscher Philosoph, Philologe, Naturforscher und Rektor der Universität Leipzig | 67    |       |
| 20. Mai | Paul Christian Zink                       | deutscher Maler und Kupferstecher                                                | 83    |       |
| 21. Mai | Wolfgang Adam Schoepf                     | württembergischer Rat und Rechtsgelehrter                                        | 90    |       |
| 22. Mai | Granville Wheler                          | anglikanischer Pfarrer                                                           |       |       |
| 24. Mai | Johann Georg Lederer                      | Kirchenmaler des Barock                                                          | 67    |       |
| 24. Mai | Johann Eberhard Rau                       | deutscher evangelischer Theologe und Hochschullehrer                             | 74    |       |
| 27. Mai | Sophie Magdalene von Brandenburg-Kulmbach | Königin von Dänemark                                                             | 69    |       |
| 30. Mai | François Boucher                          | französischer Maler, Zeichner, Kupferstecher                                     | 66    |       |
| 30. Mai | Legros de Rumigny                         | französischer Friseur in der Zeit König Ludwig XV.                               | 59/60 |       |

## Juni
| Tag      | Name                          | Beruf, bekannt als                                                                  | Alter | Beleg |
| -------- | ----------------------------- | ----------------------------------------------------------------------------------- | ----- | ----- |
| 6. Juni  | Christoph Heinrich von Grabow | preußischer Generalmajor                                                            |       |       |
| 11. Juni | Bonifaz Geßner                | Abt des Klosters Bildhausen                                                         | 70    |       |
| 13. Juni | Domingos dos Reis Quita       | portugiesischer Lyriker                                                             | 42    |       |
| 21. Juni | William Beckford der Ältere   | englischer Politiker                                                                | 60    |       |
| 22. Juni | Thomas Gurney                 | britischer Parlaments- und Gerichtstenograf sowie Erfinder eines Stenografiesystems |       |       |
| 23. Juni | Mark Akenside                 | englischer Arzt und Dichter                                                         | 48    |       |
| 28. Juni | August Wilhelm von Braun      | preußischer Generalleutnant                                                         |       |       |

## Juli
| Tag      | Name                                  | Beruf, bekannt als                                                                     | Alter | Beleg |
| -------- | ------------------------------------- | -------------------------------------------------------------------------------------- | ----- | ----- |
| 1. Juli  | Clemens Prasser                       | deutscher Geistlicher und Propst des Augustiner-Chorherren-Stifts in Rottenbuch        | 67    |       |
| 7. Juli  | Johann August von Berger              | deutscher Jurist                                                                       | 67    |       |
| 7. Juli  | Suzuki Harunobu                       | japanischer Ukiyo-e-Künstler                                                           |       |       |
| 8. Juli  | Pierre-Nicolas Bonamy                 | französischer Historiker und Romanist                                                  | 76    |       |
| 12. Juli | Johann Asmus von Esebeck              | pfalz-zweibrückischer Staats- und Kabinettsminister                                    | 58    |       |
| 15. Juli | Pjotr Kusmitsch Krenizyn              | russischer Entdecker                                                                   |       |       |
| 17. Juli | Justus von Geusau                     | kaiserlicher General, badischer Oberjägermeister und kursächsischer Rittergutsbesitzer | 70    |       |
| 18. Juli | Friedrich Danneskiold-Samsøe          | dänischer Staatsmann und General                                                       | 66    |       |
| 20. Juli | Francis Cotes                         | englischer Maler                                                                       |       |       |
| 22. Juli | Christoph Friedrich Berend von Borcke | Landrat des Borckeschen Kreises                                                        | 81    |       |
| 24. Juli | Simon Pallas                          | deutscher Chirurg und Hochschullehrer                                                  |       |       |
| 27. Juli | Robert Dinwiddie                      | britischer Kolonialbeamter                                                             |       |       |
| 27. Juli | Friedrich Christian Juncker           | deutscher Mediziner                                                                    | 40    |       |

## August
| Tag        | Name                                        | Beruf, bekannt als                                                      | Alter | Beleg |
| ---------- | ------------------------------------------- | ----------------------------------------------------------------------- | ----- | ----- |
| 2. August  | Christian Leinberger                        | deutscher Maler, Radierer, Stuckateur, Ingenieur und Geometer           | 64    |       |
| 3. August  | Guillaume-François Rouelle                  | französischer Chemiker                                                  | 66    |       |
| 4. August  | Johann Gottfried Gregorii                   | deutscher barocker Autor                                                | 85    |       |
| 4. August  | Christian Friedrich Weichmann               | deutscher Jurist, Publizist und Dichter                                 | 71    |       |
| 6. August  | Clemens Franz de Paula von Bayern           | Prinz von Bayern, kurbayerischer Thronfolger                            | 48    |       |
| 7. August  | Johann Caspar Richter                       | Kaufmann, Ratsherr und Ratsbaumeister                                   | 61    |       |
| 18. August | Gottwald Adolph von Nostitz                 | dänisch-norwegischer Generalleutnant, Gouverneur der Festung Glückstadt | 79    |       |
| 20. August | Bernhard II. Colonia                        | 43. Abt der Abtei Marienstatt                                           |       |       |
| 22. August | Johann Gottfried Lessing                    | deutscher lutherischer Theologe                                         | 76    |       |
| 24. August | Friedrich Asmus von Bandemer                | königlich preußischer Oberst, Erbherr von Reitz                         | 85    |       |
| 24. August | Wilhelm Adolf von Braunschweig-Wolfenbüttel | preußischer Oberst                                                      | 25    |       |
| 25. August | Thomas Chatterton                           | englischer Dichter                                                      | 17    |       |
| 25. August | Friedrich von Wylich                        | preußischer Generalleutnant, Freund Friedrichs II.                      |       |       |
| 30. August | Friedrich Wilhelm von Syburg                | preußischer Generalmajor                                                | 61    |       |

## September
| Tag           | Name                               | Beruf, bekannt als                                                     | Alter | Beleg |
| ------------- | ---------------------------------- | ---------------------------------------------------------------------- | ----- | ----- |
| 1. September  | Hannah Glasse                      | englische Kochbuchautorin                                              |       |       |
| 6. September  | Friedrich Karl Kasimir von Creutz  | deutscher Dichter, Philosoph, Publizist und Politiker                  | 45    |       |
| 9. September  | Bernhard Siegfried Albinus         | deutscher Mediziner                                                    | 73    |       |
| 9. September  | Georg Dionysius Ehret              | deutscher Botaniker                                                    | 62    |       |
| 10. September | José de Escandón                   | Gründer und Gouverneur von Nuevo Santander                             | 70    |       |
| 10. September | Karl Gottschlich                   | deutscher Theologe, Jurist und Schriftsteller                          | 66    |       |
| 17. September | Johann Rudolph von Ahlefeldt       | Herr der Güter Damp und Saxdorf und Wohltäter                          | 58    |       |
| 22. September | Ignatius von Santhià               | italienischer Priester, Kapuziner und Heiliger der katholischen Kirche | 84    |       |
| 26. September | Thomas Le Seur                     | französischer Mathematiker und Physiker                                | 66    |       |
| 30. September | Thomas Robinson, 1. Baron Grantham | britischer Politiker und Diplomat                                      | 75    |       |
| 30. September | George Whitefield                  | englischer Geistlicher und Prediger                                    | 55    |       |

## Oktober
| Tag         | Name                                  | Beruf, bekannt als                               | Alter | Beleg |
| ----------- | ------------------------------------- | ------------------------------------------------ | ----- | ----- |
| 1. Oktober  | Louis-Gabriel Guillemain              | französischer Violinist und Komponist            | 64    |       |
| 10. Oktober | Hieronymus Annoni                     | reformierter Theologe und Kirchenliederdichter   | 73    |       |
| 13. Oktober | Friedrich Wilhelm von Kameke          | Landrat des Kreises Fürstenthum                  | 52    |       |
| 14. Oktober | Benning Wentworth                     | britischer Gouverneur von New Hampshire          | 74    |       |
| 15. Oktober | Norborne Berkeley, 4. Baron Botetourt | britisch-amerikanischer Politiker                | 52    |       |
| 15. Oktober | Friedrich August von Cosel            | sächsischer General der Infanterie               | 58    |       |
| 18. Oktober | John Manners, Marquess of Granby      | britischer General und Politiker                 | 49    |       |
| 19. Oktober | Bernardo Antonio Vittone              | italienischer Architekt                          | 66    |       |
| 20. Oktober | Martin Mushard                        | Prähistoriker; lutherischer Pastor               |       |       |
| 21. Oktober | Vincenzo Natoli                       | sizilianischer Richter                           |       |       |
| 27. Oktober | Rudolph August Schubart               | sächsischer Jurist und Bürgermeister von Leipzig | 76    |       |
| 27. Oktober | Martin Vögerl                         | Bildhauer des Barock                             | 56    |       |

## November
| Tag          | Name                                          | Beruf, bekannt als                                              | Alter | Beleg |
| ------------ | --------------------------------------------- | --------------------------------------------------------------- | ----- | ----- |
| 1. November  | Gaspare Traversi                              | italienischer Barockmaler der neapolitanischen Schule           |       |       |
| 2. November  | Anton Julius Busmann junior                   | Stadtsyndikus und Bürgermeister von Hannover                    | 84    |       |
| 3. November  | Karl Leopold Friedrich Moser von Ebreichsdorf | niederösterreichischer Landuntermarschall                       | 82    |       |
| 6. November  | Joseph Smith                                  | britischer Kunstsammler                                         |       |       |
| 9. November  | John Campbell, 4. Duke of Argyll              | schottischer Adliger und Politiker                              |       |       |
| 9. November  | Philipp Joseph von Jariges                    | preußischer Staatsmann und Jurist                               | 63    |       |
| 11. November | Tupaia                                        | polynesischer Priester, Navigator und Übersetzer für James Cook |       |       |
| 12. November | Rudolph Anton Chely                           | Obrist der Braunschweigischen Armee und Fayancehersteller       |       |       |
| 16. November | Johann Anwander                               | Porträtmaler, der hauptsächlich in Schwäbisch Gmünd wirkte      | 55    |       |
| 16. November | John Taylor                                   | englischer Okulist und medizinischer Scharlatan                 |       |       |
| 17. November | Gian Francesco de Majo                        | italienischer Komponist des Barock                              | 38    |       |
| 23. November | Felix Adam Joseph von Fugger-Glött            | Kölner Domherr                                                  | 50    |       |
| 23. November | Adam Rudolf Solger                            | deutscher evangelischer Geistlicher und Bibliothekar            | 77    |       |
| 24. November | George Grenville                              | britischer Politiker und Staatsmann                             | 58    |       |
| 24. November | Charles-Jean-François Hénault                 | französischer Historiker, Literat und Aufklärer                 | 85    |       |
| 26. November | Johann Jakob Brucker                          | deutscher Geschichtsschreiber der Philosophie                   | 74    |       |
| 26. November | Gerlach Adolph von Münchhausen                | Hannoverscher Minister                                          | 82    |       |

## Dezember
| Tag          | Name                               | Beruf, bekannt als                                           | Alter | Beleg |
| ------------ | ---------------------------------- | ------------------------------------------------------------ | ----- | ----- |
| 1. Dezember  | Gianbettino Cignaroli              | italienischer Maler                                          | 64    |       |
| 2. Dezember  | Reinhold Friedrich von Hoverbeck   | preußischer Generalmajor                                     | 50    |       |
| 5. Dezember  | James Stirling                     | schottischer Mathematiker                                    | 78    |       |
| 6. Dezember  | Neri Maria Corsini                 | italienischer Kardinal                                       | 85    |       |
| 8. Dezember  | Louis Philogène Brûlart de Sillery | französischer Aristokrat und Diplomat                        | 68    |       |
| 8. Dezember  | Karl David Kircheisen              | Bürgermeister, Polizeidirektor und Stadtpräsident von Berlin | 66    |       |
| 9. Dezember  | Gottlieb Muffat                    | österreichischer Organist und Komponist                      | 80    |       |
| 12. Dezember | Johann Ludwig von Dorville         | preußischer Justizminister                                   | 56    |       |
| 12. Dezember | Christian von Loß                  | deutscher Kabinettsminister                                  | 72    |       |
| 13. Dezember | Johann Heinrich von Denffer        | deutsch-baltischer evangelischer Theologe                    |       |       |
| 15. Dezember | Pierre-Joseph Alary                | französischer Geistlicher, Literat                           | 81    |       |
| 16. Dezember | Karl Abraham Dodel                 | deutscher Baumeister und Architekt                           |       |       |
| 20. Dezember | Jean-Baptiste Sénac                | französischer Mediziner und Leibarzt von König Ludwig XV.    |       |       |

## Datum unbekannt
| Tag | Name                            | Beruf, bekannt als                                                                 | Alter | Beleg |
| --- | ------------------------------- | ---------------------------------------------------------------------------------- | ----- | ----- |
|     | Johann Hinrich Armowitz         | deutscher Geschütz- und Glockengießer                                              |       |       |
|     | Johann Heinrich Arnold          | badischer Werkmeister                                                              |       |       |
|     | Étienne Barbazan                | französischer Romanist                                                             |       |       |
|     | Francesco Barsanti              | italienischer Flötist und Komponist                                                |       |       |
|     | George Bass                     | englischer Optiker und Hersteller von Linsen                                       |       |       |
|     | Johann Bätz                     | deutsch-niederländischer Orgelbauer                                                |       |       |
|     | Johann Jacob Cramer             | deutscher Musiker                                                                  |       |       |
|     | Gottfried Eichler der Jüngere   | deutscher Zeichner und Kupferstecher, Lehrbeauftragter an der Universität Erlangen |       |       |
|     | Benet Esteve                    | katalanischer Komponist und Organist                                               |       |       |
|     | Wahlfried Ficker                | deutscher Orgel- und Musikinstrumentenbauer                                        |       |       |
|     | Johann Christian Helck          | deutscher Mathematiker, Lehrer und Autor eine Fabelsammlung                        |       |       |
|     | Andreas Heldmann                | siebenbürgisch-sächsischer Historiker und Germanist                                |       |       |
|     | Johann Georg Hörterich          | deutscher Orgelbauer                                                               |       |       |
|     | Johann Gottlieb Horwein         | deutscher lutherischer Theologe                                                    |       |       |
|     | Johannes Kuben                  | katholischer Geistlicher; Mitglied des Jesuitenordens, Maler und Freskant          |       |       |
|     | Henry François Le Dran          | Chefchirurg an der Charité in Paris und Königlicher Feldchirurg                    |       |       |
|     | Johann Heinrich Meißner         | deutscher Bildhauer                                                                |       |       |
|     | Alexander Iwanowitsch Schuwalow | russischer Graf und Staatsmann                                                     |       |       |
|     | Franz von Somnitz               | preußischer Justizjurist, Präsident des Tribunals der Lande Lauenburg und Bütow    |       |       |
|     | Benedikt Zöpf                   | österreichischer Stuckateur im Stil des Rokoko                                     |       |       |